# Mallawī
Mallawī es un distrito de la gobernación de Menia, Egipto. En julio de 2017 tenía una población estimada de 748 372 habitantes.
Se encuentra ubicado en el centro del país, cerca de la orilla occidental del río Nilo, y al sur de El Cairo.